# Chapuisia suahelorum
Chapuisia suahelorum es un coleóptero de la familia Chrysomelidae. Fue descrita científicamente en 1912 por Weise.